# این قیافه مشکوک
این قیافهٔ مشکوک مستندی بلند به تهیه‌کنندگی و کارگردانی وحید علیزاده رزازی -محصول سال ۱۳۹۰- است که به شعر و زندگی شاعر معاصر ایرانی؛ علی باباچاهی می‌پردازد.
در این فیلم ۹۰ دقیقه‌ای، شاعران، نویسندگان و مترجمانی هم‌چون هوشنگ چالنگی، محمد قائد، مسعود بهنود، محمد محمدعلی، مدیا کاشیگر، فتح‌الله بی‌نیاز، احمد پوری، فرخنده حاجی‌زاده، اردشیر رستمی، علی عبداللهی، بهزاد خواجات، رضا عامری، علیرضا مجابی، فرخنده بختیاری، بابک صحرانورد به بحث و مداقه در احوالات شاعری علی باباچاهی می‌نشینند.
این فیلم که توسط وزارت ارشاد دولت محمود احمدی‌نژاد مجوز اکران نگرفت، اول‌بار و به‌صورت محدود به‌همت گروه ادبی مایا در اسفند سال ۱۳۹۰ در مراسم نکوداشت علی باباچاهی در فرهنگسرای خانهٔ مشق تهران به نمایش درآمد که با استقبال کم‌نظیر اهالی ادبیات و سینمای ایران روبه‌رو شد.
در آبان‌ماه سال ۱۳۹۱ و به‌مناسبت تولد هفتادسالگی شاعر، برنامهٔ «آپارات» تلویزیون بی‌بی‌سی فارسی این مستند را نمایش داد. در همین سال وحید علیزاده رزازی کارگردان فیلم، شخصاً و بی‌حمایت نهاد یا مؤسسه‌ای به‌صورت مستقل اقدام به تکثیر این مستند کرد و آن را در کتاب‌فروشی‌ها و فروشگاه‌های محصولات فرهنگی-هنری پخش کرد.
در پشت جلد این فیلم آمده:

این قیافهٔ مشکوک تنها یک فیلم نیست، دقایقی صرفاً دیدنی-شنیدنی هم نیست، شعری‌ست در واقع چندمنظوره که منظور خاصی را هم دنبال نمی‌کند. پیچیده‌ست و آسان‌یاب و مؤلف‌های متکثری دارد. مؤلفِ محوری آن جنون نوشتن را برگزیده تا گرفتار عقل روزمره نشود و عقل عذابش ندهد. مشکوک و متفاوت و «طور» دیگری‌ست کلاً، جدا از دیگران نه، رها؛ آری! با خودش آن‌قَدَر تنها راه می‌رود – بدون شما هرگز، تا به‌شکل خودِ «خودش» درمی‌آید.
با شعر زاده‌شده در ازل، به کوچه و خیابان رفته با شعر، دیر به خانه برگشته و جوانی‌اش را در طول راه گم‌کرده تا شاید در آینده‌ای که اکنون‌ست آن را در «وضعیت دیگر» پیدا کند. تفکر و تغزل را در هم آمیخته، جوش‌خورده، کف‌کرده، سپس آب این انگور را بر شعرهایش پاشیده، جوگندمی‌هایش خیسِ خیس‌شده.
بوشهر را نمی‌دانم از سرِ مستی یا... به تهران پیوندزده و حالیا تهران «اتاق فکر» اوست؛ و فکر از هیچ قیافه‌ای اجازه نمی‌گیرد که لبخند ژکوند را در خواب گم کند یا پیکاسو را در آب‌های خلیج فارس پیدا. از پُرتره‌شدن می‌گریزد این قیافه، از زندگی‌نامه‌شدن نیز، و از فیلم‌شدن؛ هر چند سرانجام به دام حلقه‌های دلربای فیلم گرفتار می‌شود و «این»؛ سرنوشت قیافه‌ای‌ست که پنجاه‌سال به فرمانِ ایستِ نااهلان گوش نسپرده است.